# Zelda's Adventure
Zelda's Adventure var det tredje och sista Zelda-spelet som Philips släppte till CD-i. Philips hade tillgångar till The Legend of Zelda-licenserna efter ett misslyckat samarbete med Nintendo att göra en CD-ROM-version av The Legend of Zelda: A Link to the Past. Spelet sålde dåligt och betraktas som det sämsta spelet i serien av de flesta Zelda-fans. Spelet finns endast till CD-i och är som de flesta andra CD-i-spel, till stora delar uppbyggt av filmsekvenser. Detta spel, tillsammans med The Faces of Evil och The Wand of Gamelon, brukar ibland kallas för "The Unholy Triforce".
De två andra spelen som Philips släppte (Link: The Faces of Evil och Zelda: The Wand of Gamelon) såg ungefär likadana ut. Detta spelet skiljer sig från de andra två genom att vinkeln är annorlunda (man ser spelet från ett fågelperspektiv), filmsekvenserna är inspelade med riktiga skådespelare och bakgrundshistorien är annorlunda. Spelet går ut på att man, som Zelda, ska slåss mot sju stycken "Shrines of the Underworld" och samla ihop himmelska tecken. Enbart då kan landet Tolemac få fred.